# مکرابرتس، کنتاکی
مکرابرتس (به انگلیسی: McRoberts) یک منطقهٔ مسکونی در ایالات متحده آمریکا است که در شهرستان لتچر، کنتاکی واقع شده‌است. مکرابرتس ۱۴٫۱ کیلومتر مربع مساحت و ۹۲۱ نفر جمعیت دارد و ۴۳۶ متر بالاتر از سطح دریا واقع شده‌است.